# Lorenzo Guerrero Gutiérrez
Lorenzo Guerrero Gutiérrez (Granada, 13 novembre 1900 – Granada, 15 aprile 1981) è stato un politico nicaraguense.
È stato Presidente del Nicaragua dal 4 agosto 1966 al 1º maggio 1967.